# Hôtel de ville de Quedlinbourg
 (mai 2023).

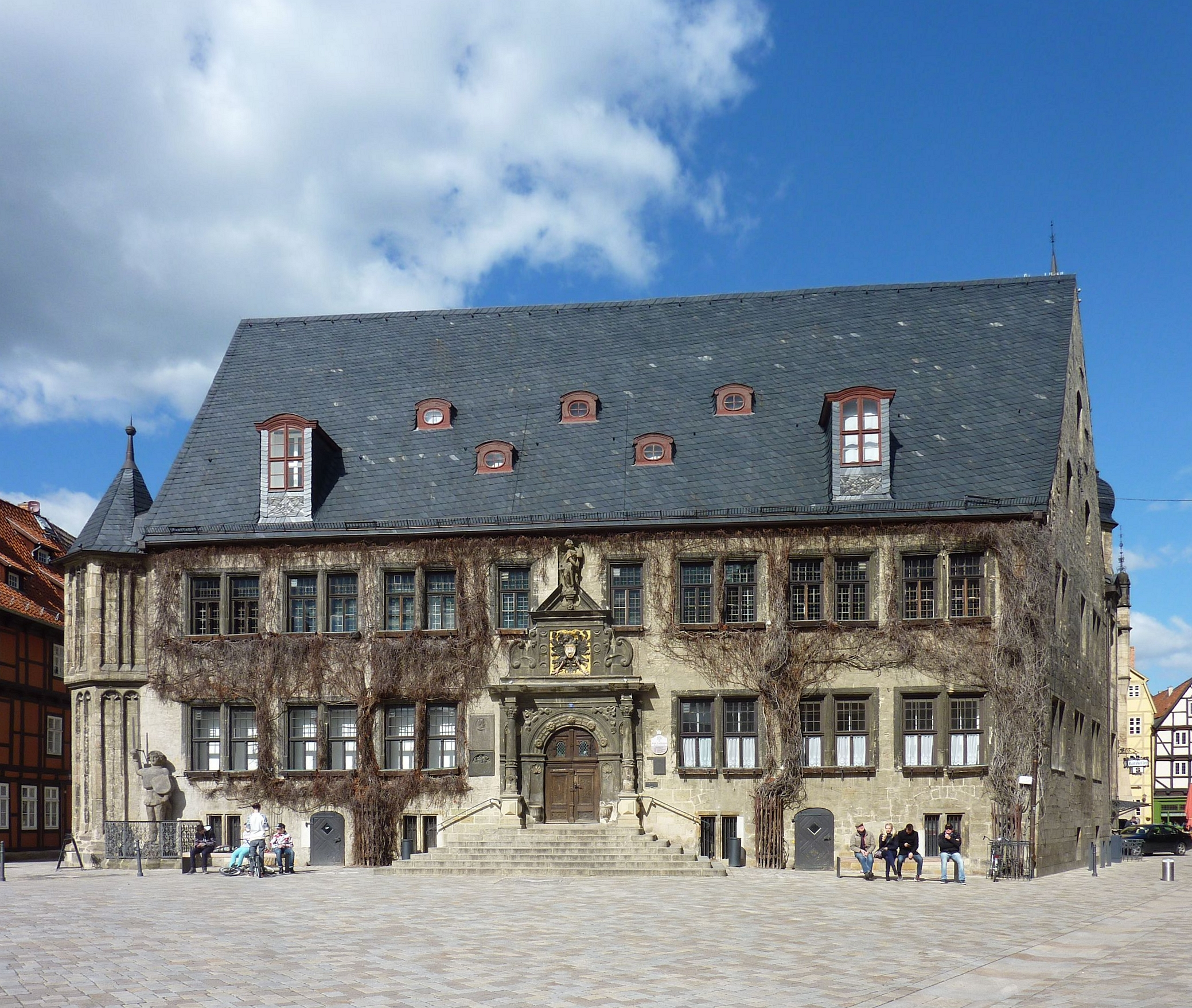
Rathaus Quedlinburg, la tour des archives est à gauche

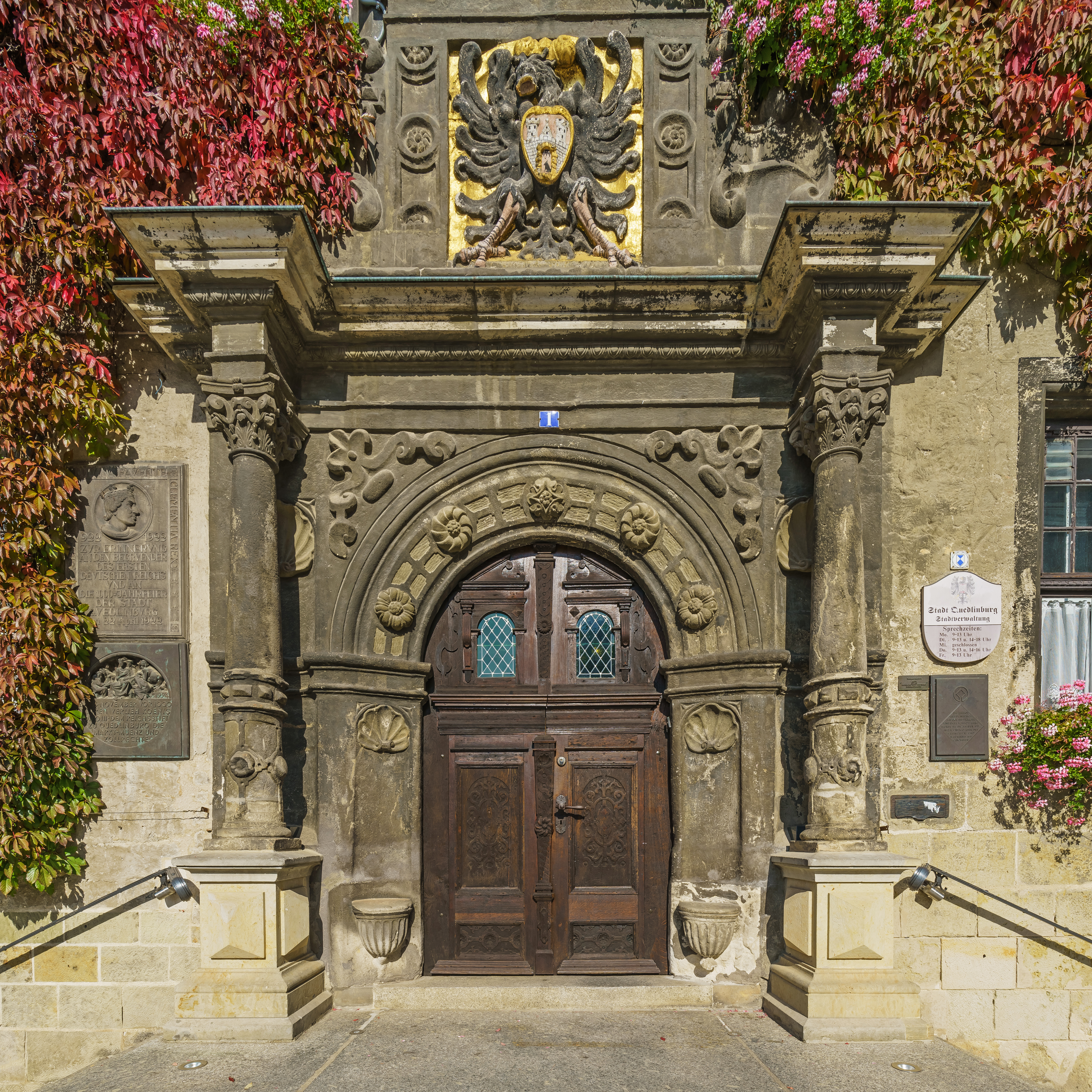
Portail de l'entrée principale de la mairie

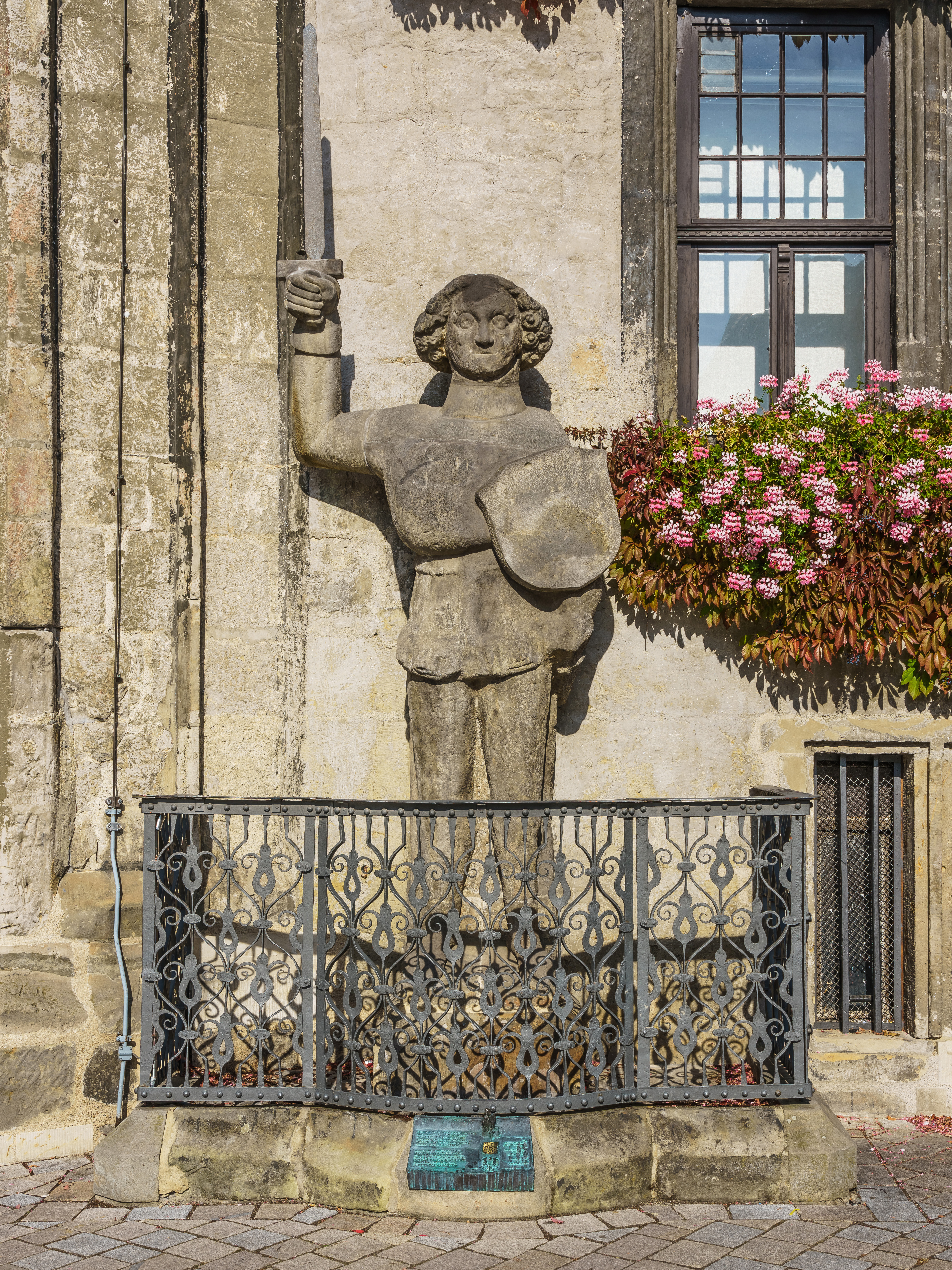
Statue de Roland

Le Rathaus Quedlinburg est l'hôtel de ville de la ville historique de Quedlinbourg en Saxe-Anhalt, en Allemagne.
Il est situé sur le côté nord de la place du marché de la ville et est répertorié dans le registre des monuments de Quedlinburg. 

## Description et histoire
Le bâtiment gothique à deux étages, qui est sous la protection des monuments, est l'un des plus anciens hôtels de ville d'Allemagne centrale et son noyau remonte au début du XIVe siècle. La première mention documentée remonte à 1310. L'hôtel de ville a été construit à l'intersection de deux routes commerciales.
Le bâtiment, en pierre, fait 25 mètres de large et 17 mètres de haut. Il est partiellement enduit. Le mur extérieur est de l'hôtel de ville forme un angle avec le bâtiment, suivant le cours de la Breite Straße, qui mène au marché. L'hôtel de ville est couvert d'un toit à pignon pentu. La façade de l'hôtel de ville est couverte de lierre. L'apparence du bâtiment est également caractérisée par les boîtes à fleurs traditionnelles devant les fenêtres, qui servaient à l'origine à faire pousser des herbes pour améliorer la qualité de l'air dans les bureaux.
En 1615 / 1616 et de 1898 à 1901, d'importantes rénovations ont eu lieu, qui lui donnent son aspect actuel. C'est ainsi que la façade, qui existe encore aujourd'hui, fut construite en 1615/1616. Au lieu des anciennes fenêtres gothiques en arc brisé, des fenêtres rectangulaires ont été insérées. L'entrée, qui se trouvait à l'origine sur le pignon ouest, a été déplacée du côté sud face au marché. Jusque-là, la pharmacie communale se trouvait ici. Cependant, l'entrée ouest a été initialement conservée et n'a été murée qu'en 1862. Un escalier à sept marches mène au nouveau portail, construit en 1616. Le portail est encadré de colonnes et comporte des niches pour les sièges. Au-dessus du portail se trouve un aigle impérial noir, les armoiries de la ville de Quedlinburg et couronnée de l'allégorie de la déesse romaine Abondance. A gauche du portail, une plaque a été installée en 1922 pour commémorer la première mention documentaire de la ville en 922 par Heinrich I.
En plus des affaires officielles habituelles, l'hôtel de ville servait aussi de lieu pour des événements sociaux. En 1583, l'hôtel de ville fut le lieu d'un débat théologique entre théologiens envoyés à Quedlinbourg par plusieurs souverains.
De 1899 à 1901, il y a eu une expansion importante. Il en résulta des extensions sur l'arrière de la mairie, bien que des parties de l'ancien colombage aient été réutilisées. Une grande cage d'escalier et les ailes est et ouest du bâtiment ont été érigées. La plus ancienne maison survivante de la ville a été démolie pour ce nouveau bâtiment. Des portraits des bâtisseurs sont inclus dans le pignon décoratif de l'extension faisant face à la Breite Straße. La pose de la première pierre de cette extension a eu lieu le 28 juin 1899, l'inauguration le 30 mai 1901.
Pendant la période nationale-socialiste, le parvis de l'hôtel de ville a servi de décor à la propagande nationale-socialiste lors des fêtes d'Heinrich Ier, auxquelles assistaient également Heinrich Himmler.

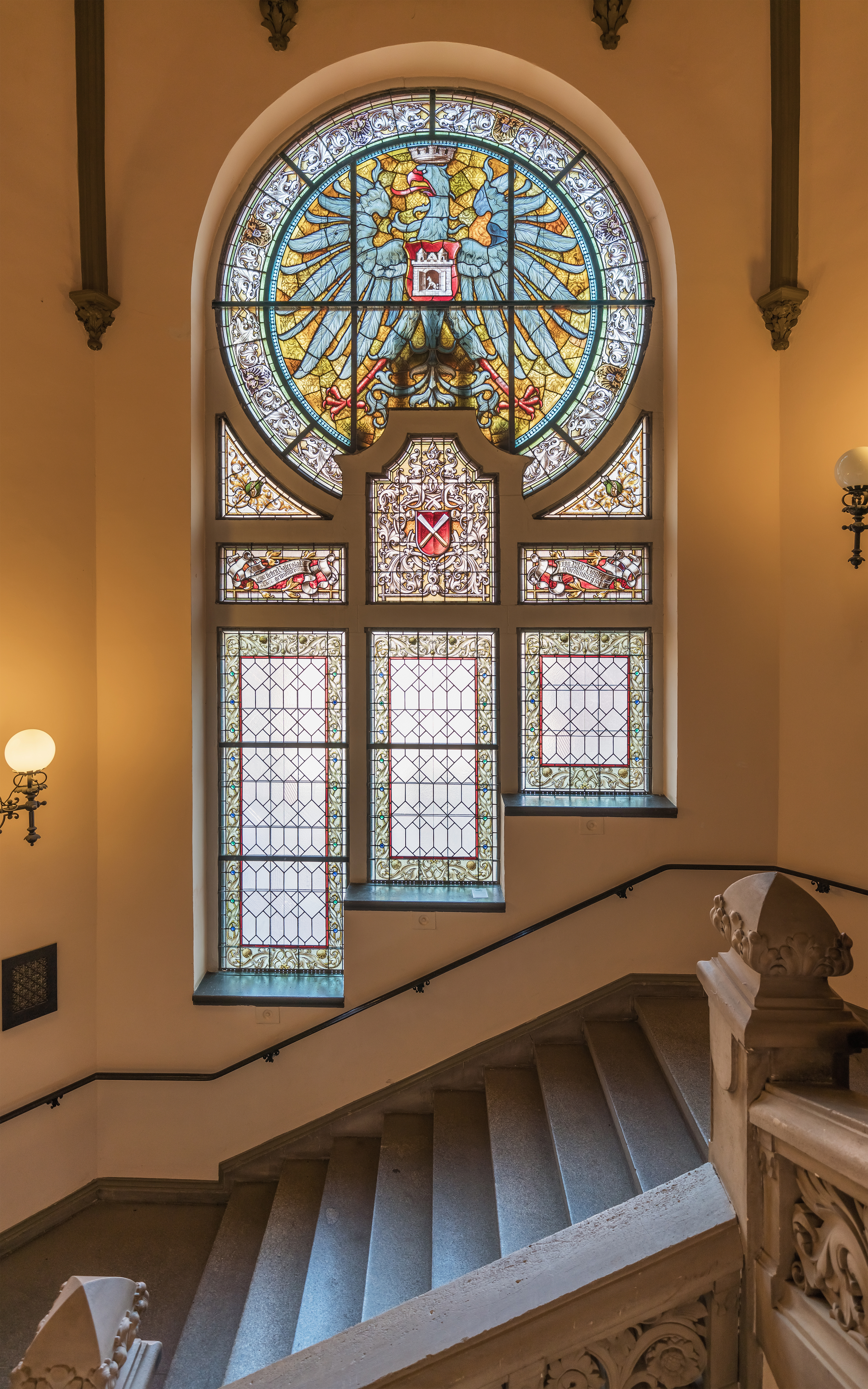
Escalier à l'intérieur